# Картофель хассельбак
Картофель ха́ссельбак (швед. hasselbackspotatis) — тип печёного картофеля, который примерно до середины поперёк нарезают тонкими ломтиками, чтобы получилась «гармошка», и запекают.
Его можно подавать как основное блюдо, гарнир или канапе.

## Приготовление
Картофель поливают маслом и посыпают специями: тмин, перец, панировочные сухари. Между слайсами иногда помещают различные начинки, например, бекон, чеснок, сыр, соусы.
Аналогичным образом стали готовить и другие овощи, например, кабачки, тыкву, присваивая блюду такое же название — «хассельбак».

## История
Картофель Hasselback был создан в 1953 году Лейфом Элиссоном, стажером ресторана Hasselbacken (открыт с 1748 года) на острове Юргорден в центре Стокгольма.